# E1 Series
La E1 Series es una categoría mundial de competición de lanchas eléctricas organizada por la Union Internationale Motonautique, el campeonato mundial de UIM E1 Series, (en inglés y oficialmente: UIM E1 World Championship). El campeonato se estableció para crear una propuesta nueva y competitiva de carreras en el agua basada en tecnologías limpias para proteger nuestras aguas y áreas costeras.

## Equipos participantes

### Temporada 2024
| Escudería            | Pilotos               | Pilotos                |
| -------------------- | --------------------- | ---------------------- |
| Aoki Racing Team     | Saud Ahmed            | Mashael Alobaidan      |
| Sergio Pérez E1 Team | Dani Clos             | Vicky Piria            |
| Team Blue Rising     | Phelim Kavanagh       | Lisa Caussin Battaglia |
| Team Brady           | Sam Coleman           | Emma Kimiläinen        |
| Team Brazil          | Timmy Hansen          | Catie Munnings         |
| Team Drogba          | Yousef Al-Abdulrazzaq | Oban Duncan            |
| Team Miami           | Erik Stark            | Anna Glennon           |
| Team Rafa            | Tom Chiappe           | Cristina Lazarraga     |
| Westbrook Racing     | Lucas Ordóñez         | Sara Price             |

## Carreras
La E1 Series competirá contra en algunas de las ciudades más importantes del mundo.

### Formato
La E1 Series para mantener entretenidos a los fanáticos durante todo el evento y limitar cualquier posible interrupción de las vías fluviales, las carreras E1 se llevarán a cabo en el transcurso de dos días.
El primer día consistirá principalmente en sesiones de prueba y práctica, y las eliminatorias y la final se llevarán a cabo el segundo día.

## Lanchas

### RaceBird
El barco será capaz de alcanzar velocidades de 50 nudos y con una potencia máxima de salida de 150 kW, además de un capacidad de la batería de 35 kWh.